# Jarosławski Okręg Wojskowy
Jarosławski Okręg Wojskowy (ros. Ярославский военный округ) – radziecki okręg wojskowy z okresu wojny domowej w Rosji.

## Historia
Okręg został zorganizowany na podstawie rozkazu Najwyższej Rady Wojskowej z dnia 31 marca 1918 roku i został jej podporządkowany. W jego skład włączono terytorium guberni: włodzimierskiej, kostromskiej, niznonowogrodzkiej, twerskiej, jarosławskiej, a także nowogrodzkiej, pietrogrodskiej, pskowskiej, przy czym terytoria trzech ostatnich guberni we wrześniu 1918 roku zostały wyłączone z tego okręgu i włączone do nowo powstałych okręgów wojskowych. Siedzibą sztabu okręgu był Jarosław. Do zadań okręgu należało formowanie nowych jednostek dla Armii Czerwonej. 
W związku  z interwencją państw Ententy w 1918 roku, okręg został podporządkowany w dniu 11 września 1918 Frontowi Północnemu. Włączono wtedy w jego skład terytoria kolejnych guberni: wołogodzkiej, iwano-wozieńskiej, siewiero-dzwińskiej i częściowo archangielskiej. Równocześnie z okręgu przekazano do Nadwołżańskiego Okręgu Wojskowego terytorium guberni nowogrodzkiej, a gubernie pietrogrodzką, pskowską do Pietrogrodzkiego Okręgu Wojskowego. W tym czasie siedzibę dowództwa okręgu przeniesiono do Iwanowo-Wozniesieńsk, gdzie znajdowała się do marca 1919 roku. W tym czasie na jego terytorium organizowano jednostki wojskowe dla 6 Armii.
Po rozformowaniu Frontu Północnego w marcu 1919 roku okręg ponownie został podporządkowany Najwyższej Radzie Wojskowej, a jego siedzibę przeniesiono do Jarosławia. W lipcu 1919 roku z okręgu wyłączono obszar guberni twerskiej. W dniu 24 grudnia 1919 roku rozkazem Najwyższej Rady Wojennej okręg został rozwiązany, a jego terytorium podzielono pomiędzy sąsiednie okręgi wojskowe.

## Dowództwo

### Komisarze wojskowi
- Siemion Nachimson (31.03. – 12.05.1918)
- Wasilij Arkadjew (20.05. – 20.08.1918)
- Michaił Frunze (21.08.1918 – 21.01.1919)
- Konstantin Awksentiewskij (22.01. – 24.04.1919)
- Witalij Szarapow (25.04. – 24.12.1919)

### Dowódcy wojskowi
- gen. mjr Nikołaj Liwiencew (12.05. – 27.07.1918)
- gen. mjr Fiedor Nowickij (28.07.1918 – 21.01.1919)
- Tieleżnikow (22.01. – 24.12.1919)